# Palaeoloxodon cypriotes
L'elefante nano di Cipro (Palaeoloxodon cypriotes (Bate, 1903)) era un elefante nano vissuto nel Pleistocene sull'omonima isola, estintosi circa 11.000 anni fa.

## Descrizione
Recenti stime indicano che il suo peso era di circa 200 kg, il che, considerando una discendenza diretta degli elefanti nani dagli elefanti veri e propri del continente, significava una perdita di peso del 98%, rispetto ad un esemplare di Palaeoloxodon antiquus di 10.000 kg.
I molari di questi animali erano invece ridotti di circa il 40% rispetto a quelli degli elefanti veri e propri.